# 新村英一
新村 英一（にむら えいち、1897年（明治30年）3月25日 - 1979年（昭和54年）4月2日）は、舞踊家である。本名は、三木富蔵。「新村英一」は、まだ舞踊家になる前、ボストンに向かう列車の中で新聞記事をヒントにつけた名前であり、「Nimura Yeichi」と表記する。

## 略歴
この節の出典:
長野県上諏訪町（現諏訪市）生まれ。1918年（大正7年）単身渡米し、舞踊家を志す。セント・デニス、テッド・ショーンらに師事。1925年（大正14年）ニューヨークのカーネギーホールでデビュー（デニショーン舞踊団）。1930年（昭和5年）同じくニューヨークで発表会。舞踊における東洋と西洋の融合を果たす。その後、後に妻となるリサン・ケイ（Lisan Kay）を相手にヨーロッパ各地やカナダ、全米で巡回公演、各地で熱烈な支持を受ける。1940年（昭和15年）ニューヨークの名門カーネギーホールに総合的な舞踊学校「バレエ・アート・ニムラスタジオ」を開設。ユル・ブリンナーやジーン・アーサーといった多くの舞踊家を輩出。1946年（昭和21年）にユル・ブリンナー主演のミュージカル「琵琶記（リュート・ソング）」の振り付けを手掛ける等、第二次世界大戦終結後も一度も日本に帰ることなく活発な活動を続け、アメリカで没した。
舞踊家としての活動は国外であったが、故郷を思う気持ちは忘れず、宝塚歌劇団や歌舞伎のアメリカ公演や諏訪地方の精密機械業のアメリカ進出にも尽力した。長年の日米交流の功績から、1969年（昭和44年）勲六等瑞宝章を受章。
2018年（平成30年）12月22日生誕120周年を記念し、生地である長野県諏訪市の諏訪市文化センターで「ニムラエイイチ 生誕120周年記念 現代舞踊公演『舞踊の祭典』」が開催された。

## ニムラ舞踊賞
1972年（昭和47年）日本の後進育成のために私財を拠出、これにより「ニムラ舞踊基金」を設立。これを基に、1973年（昭和48年）「ニムラ舞踊賞」が創設された。毎年、諏訪市教育委員会の主催により、バレエ、モダンダンス、コンテンポラリーダンスなどの舞踊家、振付家、作曲家、舞台美術家、評論家で、我が国の舞踊芸術の発展に著しく功績のあったアーティストに贈られている。
ニムラ舞踊賞受賞者
- 島田廣 - 1973年（昭和48年）
- 平林和子（英語版）- 1974年（昭和49年）
- 小牧正英 - 1975年（昭和50年）
- 芙二三枝子（日本にダンス・セラピーを紹介したダンサー[5]）- 1976年（昭和51年）
- 太刀川瑠璃子（スターダンサーズ・バレエ団創設者）- 1977年（昭和52年）
- 石井歓 - 1979年（昭和54年）
- 花柳千代 - 1982年（昭和57年）
- 牧阿佐美 - 1984年（昭和59年）
- 藤井公[6] - 1987年（昭和62年）
- 清水哲太郎- 1988年（昭和63年）
- 石井晶子 - 1989年（平成元年）
- 佐多達枝 - 1990年（平成2年）
- 西田尭 - 1991年（平成3年）
- 小川亜矢子 - 1992年（平成4年）
- 小林紀子 - 1993年（平成5年）
- 佐藤桂子・山崎泰 - 1994年（平成6年）
- 大滝愛子 - 1995年（平成7年）（新村の弟子）
- 石田種生 - 1996年（平成8年）
- 折田克子 - 1997年（平成9年）
- 加藤みや子 - 1998年（平成10年）
- 三谷恭三 - 1999年（平成11年）
- 正田千鶴 - 2000年（平成12年）
- 勅使川原三郎 - 2001年（平成13年）
- 中村恩恵 - 2002年（平成14年）
- 大島早紀子（H・アール・カオス主宰者）-  2003年（平成15年）
- 湯川麻美子 - 2006年（平成18年）
- ケイ・タケイ（英語版）- 2007年（平成19年）
- 田中祐子 - 2008年（平成20年）
- 笠井叡 - 2009年（平成21年）
- 厚木三杏 - 2010年（平成22年）
- 黒沢美香・高野尚美 - 2011年（平成23）
- 小島章司 - 2012年（平成24年）
- 八幡顕光 - 2013年（平成25年）
- 石井かほる - 2014年（平成26年）
- 酒井はな - 2015年（平成27年）
- 馬場ひかり - 2016年（平成28年）
- 菊地研 - 2017年（平成29年）
- 井関佐和子 - 2018年（平成30年）
- 安達悦子 - 2019年（令和元年）
- 麿赤兒 - 2022年（令和4年）
- 福田一雄 - 2023年（令和5年）
- 近藤良平 - 2024年（令和6年）

## 関連書籍
- 片岡康子 著『日本の現代舞踊のパイオニア: 創造の自由がもたらした革新性を照射する』新国立劇場運営財団情報センター2015年（平成27年）ISBN 978-4907223076
- 新村英一 著 ニムラ舞踊賞運営委員会 編『自傳新村英一』2018年（平成30年）[7]
- ニムラ舞踊賞運営委員会 編『新村英一 : 新村英一生誕120周年記念』2018年[8]